# Luc Wallays
Pour les articles homonymes, voir Wallays.
Luc Wallays, né le 7 août 1961 à Roulers et mort le 5 mars 2013 dans la même ville, est un coureur cycliste belge, en activité de 1980 à 1988.

## Biographie
Il est l'oncle de Jelle et Jens Wallays, également coureurs cyclistes.
Il a grandi en tant que fils aîné de Frans Wallays et Noëlla Coghe dans une famille d’agriculteurs. Il a fréquenté l’école primaire à la Ruiterschooltje, puis a fait ses études secondaires au Klein Seminarie de Roulers. Plus tard, il a étudié pour devenir physiothérapeute.
À partir de 1988, après sa carrière sportive, il a exercé à son compte en tant que kinésithérapeute et a guidé de jeunes coureurs en tant que préparateur mental jusqu’à sa mort. Il a notamment fondé Young Riders Roeselare et est devenu en 2008 le coordinateur sportif principal de la Fédération flamande de cyclisme, succédant à Ferdi Van Den Haute.
Il était marié à la coureuse Karin Bakker depuis 1991.
En 2008, un lymphome a été diagnostiqué avec une leucémie et en 2011 un cancer de la moelle osseuse.
Il meurt le 5 mars 2013 des suites de sa longue maladie.

### Carrière sportive
À l’âge de 14 ans, il a rejoint le KSV Deerlijk Atlas et y est resté jusqu’à ce qu’une promesse soit faite. À l’âge de 21 ans en 1982, il a remporté le classement de meilleur grimpeur du Tour d’Aoste. L’année suivante, il remporte l’intégralité du tour.
Lors du Tour du Chili en 1983 alors qu’il faisait partie de l’équipe nationale, il a été infecté par la paratyphoïde.
En 1984, il a obtenu un contrat avec Tönissteiner - Lotto - Mavic - Pecotex (Belgique) et est devenu professionnel. Plus tard, il a été à Tönissteiner - TW Rock - BASF - Humo (Belgique) en 1985, Fangio - AD Renting (Belgique) en 1986, ADR - Fangio - IOC - MBK (Belgique) en 1987 et ADR - Mini-Flat - Enerday (Belgique) en 1988. Il a été actif en tant que cycliste professionnel pendant 5 ans et n’a gagné qu’à Haasdonk. Il a participé au Tour de France en 1985.

## Palmarès
- 1980
  - 3e au Trophée des Flandres
- 1982
  - 3e du Tour de la Vallée d'Aoste
- 1983
  - Tour de la Vallée d'Aoste
- 1985
  - 2e du Circuit de la région linière
- 1986
  - 2e du Grand Prix Betekom

### Résultats sur les grands tours

#### Tour de France
1 participation :
- 1985 : non partant (6e étape)

#### Tour d'Espagne
2 participations :
- 1984 : abandon (7e étape)
- 1986 : abandon (2e étape)